# Estigmene pseuderminea
Estigmene pseuderminea là một loài bướm đêm thuộc phân họ Arctiinae, họ Erebidae.